# Instruments of a Beating Heart
Instruments of a Beating Heart es un cortometraje documental japonés de 2024 dirigido por Ema Ryan Yamazaki. Editada a partir del largometraje de Yamazaki de 2023 The Making of a Japanese, la película documenta el desafío presentado a los estudiantes de primer grado de una escuela primaria pública en Tokio, quienes deben interpretar "Oda a la alegría" en la ceremonia de bienvenida para los nuevos estudiantes entrantes, como parte de su tarea para el semestre final.
Tuvo su estreno mundial el 14 de junio de 2024, en el programa de cortos One-of-a-Kind del DC/DOX Film Festival 2024. El 5 de diciembre de 2024, la película fue premiada como Mejor Cortometraje Documental en los 40.º Premios Documentales IDA. El 23 de enero de 2025, fue nominada a Mejor Cortometraje Documental en los 97.ª edición de los Premios Óscar.

## Sinopsis
El documental sigue a Ayame, una colegiala ansiosa por participar en una presentación grupal de "Oda a la alegría" de Beethoven para dar la bienvenida a los nuevos estudiantes de primer grado. Motivada por su profesor para pensar más allá de sí misma, Ayame gana el papel de platillo en la audición. Sin embargo, su falta de dedicación a la tarea provoca errores durante los ensayos, lo que lleva a la profesora a resaltar la importancia de la armonía y la disciplina. Después de una reprimenda durante la práctica, Ayame pierde la confianza. Sin embargo, sus compañeros de clase y profesores la alientan y apoyan, lo que la inspira a reincorporarse al grupo y contribuir al éxito del conjunto.

## Elenco
- Profesores y alumnos de una escuela primaria pública de Tokio